# Хайнрих IV фон Вюртемберг
Хайнрих IV фон Вюртемберг (на немски: Heinrich IV von Württemberg; Heinrich Bischof von Eichstädt; † 13 май 1259) от фамилията на графовете на Вюртемберг, е княжески епископ на Айхщет (1247 – 1259).

## Биография
Той е син на Херман фон Вюртемберг († вер. 1240) и съпругата му Ирменгард фон Ултен († сл. 1236), дъщеря на граф Улрих V фон Ултен († 1248) и Юта. Брат е на Еберхард фон Вюртемберг (1228 – 1241) и на Улрих I (1226 – 1265), които от 1241 г. са графове на Вюртемберг.
Хайнрих IV фон Вюртемберг е като епископ на Айхщет привърженик на папа Инокентий IV и епископството му получава привилегии.